# Ann Packer
Ann Elizabeth Packer MBE (Moulsford, 8 de março de 1942) é uma ex-atleta e campeã olímpica britânica, especializada em provas de velocidade, meio-fundo, barreiras e salto em distância.
Suas primeiras conquistas internacionais foram no revezamento 4x100 m, em que ganhou uma medalha de prata nos Jogos da Commonwealth de 1962 e uma de bronze no Campeonato Europeu de Atletismo do mesmo ano.
Basicamente uma velocista, sua prova favorita eram os 400 m rasos e ela disputou essa prova nos Jogos Olímpicos de Tóquio 1964 esperando ser a vencedora, mas ficou com a medalha de prata, mesmo estabelecendo novo recorde europeu para a distância – 52s2. Depois de conquistar esta medalha, Packer não tinha mais intenção de disputar nenhum prova naqueles Jogos, mas desapontada por seu namorado ter ficado apenas em quarto lugar nos 400 m masculinos, decidiu correr os 800 m, prova que havia disputado apenas cinco vezes anteriormente e nunca em competições internacionais.
Packer conseguiu a terceira vaga britânica nos 800 m e ficou em quinto e terceiro lugares, respectivamente, nas eliminatórias e semifinais. Entrou na final como a mais lenta das oito finalistas, numa prova que praticamente não tinha disputado. Na marca dos 400 m, ao final da primeira volta, estava em sexto lugar, terceira nos 600 m e deu uma arrancada espetacular na reta final, ultrapassando todas as adversárias e vencendo a prova num novo recorde mundial, 2m01s1.
Depois da prova ela declarou que sua ignorância sobre a distância de meio-fundo, que mal tinha disputado anteriormente, uma distância ainda na infância para as mulheres - os 800 m tinham sido disputados pela primeira vez nos Jogos apenas uma Olimpíada antes, em Roma 1960 – tinha sido sua maior aliada para a vitória, pois correu sem limites.
Depois da conquista em Tóquio, Ann Packer abandonou o atletismo com apenas 22 anos, numa das mais curtas carreiras de um campeão olímpico no esporte. Só 40 anos depois outra britânica venceria os 800 m, Kelly Holmes, em Atenas 2004.